# Fuerzas Armadas de Armenia
Las Fuerzas Armadas de la República de Armenia están formadas por el Ejército Armenio, la Fuerza Aérea Armenia, la Defensa Aérea Armenia y la Guardia de Fronteras Armenia. Se originó con parte de las tropas del ejército de la ex Unión Soviética y de las fuerzas estacionadas en la República Socialista Soviética de Armenia (partes del Distrito Militar de la Transcaucasia). El comandante en jefe de las Fuerzas Armadas es el presidente de Armenia, actualmente Robert Kocharyan. El Ministerio de Defensa es el encargado de su dirección política, actualmente es dirigido por Mikael Harutyunyan, mientras que el mando militar sigue estando en manos del Estado Mayor General, encabezada por el jefe de personal, actualmente el teniente general Seyran Ohanyan. Armenia creó el Ministerio de Defensa el 28 de enero de 1992. Ministerio de guardias de fronteras encargado del patrullaje de las fronteras de Armenia con Georgia y Azerbaiyán, al tiempo que las tropas rusas seguen vigilando sus fronteras con Irán y Turquía. Desde 1992, Armenia es miembro de la Organización del Tratado de Seguridad Colectiva, que actúa como otro elemento de disuasión a la intervención militar azerí de Artsakh. Tienen su sede en Ereván, la capital, donde están la mayoría de los funcionarios.
El tratado sobre Fuerzas Armadas Convencionales en Europa (FACE) fue ratificado por el Parlamento armenio en julio de 1992. El tratado establece límites amplio sobre las principales categorías de equipo militar, como tanques, artillería, vehículos blindados de combate, aviones de combate y helicópteros de combate, y se prevé la destrucción de armamento por encima de esos límites. Funcionarios armenios han expresado constantemente su determinación de cumplir con sus disposiciones y, por tanto, Armenia ha proporcionado datos sobre las armas según lo dispuesto en el Tratado FACE. A pesar de ello, Armenia acusa a Azerbaiyán de desviar una gran parte de sus fuerzas militares a la región de Artsakh y, por tanto, eludir estas normas internacionales. Armenia no es un importante exportador de armas convencionales, pero que ha prestado apoyo, incluido material de guerra, a los armenios de Artsakh durante la guerra de Artsakh.
El presupuesto para las Fuerzas Armadas Armenias es de 80 millones de dólares aproximadamente, lo que implica el 5% del PBI. Cuenta con un personal activo de 92 000 militares.
Desde 1988 hasta 1994, combatieron en un conflicto a gran escala contra las Fuerzas Armadas de Azerbaiyán. Después de siete años de lucha, en 1995 se firmó el alto el fuego y las tropas armenias recuperaron el territorio de Alto Karabaj y el corredor de Lachín, que dividía a Karabaj de Armenia. En 2020, se desató un nuevo conflicto por el control de la región, que finalizó con la pérdida de las regiones de Agdam y Kalbajar y el paso de Lachín.

## Descripción
En marzo de 1993, Armenia firmó la Convención sobre las Armas Químicas Multilaterales, en el que se pedía la eliminación de las armas químicas. Armenia se adhirió al Tratado de No Proliferación Nuclear como país que no posee la bomba atómica en julio de 1993. Los EE. UU. y otros gobiernos occidentales han examinado los esfuerzos para establecer medidas eficaces de control de las exportaciones de sistemas nucleares con Armenia, expresando su satisfacción con la plena cooperación de Armenia. En 2004 Armenia envió 46 soldados de tropas de no combate a Irak, que incluyó a expertos en la eliminación de bombas, médicos y especialistas en transporte.

## Historia
La historia de Armenia consiste en los tópicos relacionados con la historia de la República de Armenia, al pueblo armenio, el idioma armenio, y las regiones histórica y geográficamente consideradas armenias. 
Armenia yace entre las montañas bíblicas del monte Ararat. El nombre original del país era Hayk, después Armenia (armenio: Հայաստան), traducido como 'La tierra de Hayk', que deriva de Hayk y del sufijo persa: '-stán' ("tierra"). El enemigo histórico de Hayk (el líder legendario de Armenia) era Bel, o propiamente dicho Baal (Afín acadio Bēlu). 
Esta se inicia con las culturas neolítica del sur del Cáucaso, tales como la cultura Shulaveri-Shomu, seguido de las culturas Kura-Araxes y Trialeti en la llamada edad de bronce. 
La Edad de Hierro duró desde el IX a. C. hasta el 585 a. C. con el Reino de Urartu, cuando fue sustituido por la dinastía Oróntida. Tras el dominio del imperio persa y del imperio macedonio, la Dinastía Artáxida dio origen al Reino de Armenia en el año 190 a. C. Este reino tuvo su máxima influencia durante el reinado de Tigranes II, antes de caer bajo el dominio romano. 
En el año 301, la Armenia arsácida fue la primera nación soberana en aceptar el cristianismo como religión de estado y esta unión entre estado y religión se mantendría hasta la actualidad, pues la Iglesia apostólica armenia siempre ha sido una gran defensora del nacionalismo armenio. Los armenios cayeron más tarde bajo dominio de los bizantinos, y la hegemonía islámica, pero restableció su independencia con la dinastía Bagrátida. Después de la caída del reino en 1045, y la posterior conquista de Armenia por parte de los turcos selyúcidas en 1064, los armenios establecieron un reino en Cilicia, donde establecieron relaciones cordiales con los europeos y prolongada su existencia como entidad independiente hasta 1375. 
La llamada Gran Armenia fue más tarde dividida entre el Imperio otomano y el Imperio ruso. A finales del siglo XIX y principios del XX los armenios sufrieron un genocidio por parte de los otomanos. Como resultado, 1,5 millones de armenios fueron asesinados, y el resto de los armenios occidentales se dispersaron por todo el mundo a través de Siria y el Líbano.

## Ejército
En virtud del Tratado de adaptación sobre Fuerzas Armadas Convencionales en Europa en 2001, Armenia declaró 102 tanques modelo T-72, 72 obuses pesados y 204 vehículo blindado de combate (la mayoría de ellos vehículo de combate de infantería y vehículos de transporte blindado de personal). Con respecto a los equipos militares del Tratado de Armas Convencionales en Europa no se aplica a Armenia la que tiene hasta 700 vehículos blindados. Su artillería comprende 225 piezas de 122 mm y de mayor calibre, incluidos 50 lanzacohetes múltiples. 
Desde la caída de la Unión Soviética, Armenia, al igual que su homólogo azerí, ha estado tratando de desarrollar aún más sus fuerzas armadas en un nivel profesional, bien entrenado, y construcción de móviles militares. 
La fuerza militar de Armenia está actualmente en expansión, después de haber recientemente aumentado su presupuesto en un 10 %. Su número de fuerzas activas oscila en unos 60 000 soldados, con una reserva adicional de 32 000, y una "reserva de la reserva" de 350 000 efectivos. Armenia está dispuesta a movilizar a todos los hombres de edad aptos para cargar armas comprendida entre los 30 y los 32 años de edad, con la preparación militar de la mayoría de sus topas que se centró en los posibles ataques de Azerbaiyán y Turquía.

## Fuerza Aérea
La Fuerza Aérea Armenia depende de los 18 MiG-29 de la Base Aérea de Rusia en Ereván, su flota propia más pequeña, de 15 Su-25 aviones de ataque en tierra, un solo MiG-25 de combate y doce helicópteros armados Mi-24 (de un total de 35) para la defensa del espacio aéreo armenio. La Fuerza Aérea Armenia también tiene dos aviones de carga Il-76 para el transporte de soldados y materiales. 
Según Armenia Now, en septiembre de 2005, la Fuerza Aérea Armenia adquirió 10 aviones de ataque terrestre Su-25 a Eslovaquia. 
La defensa antiaérea Armenia se compone de una brigada de misiles antiaéreos y dos regimientos armados con 100 complejos antiaéreos de diversos modelos y de modificaciones, incluidos SA-8, M79 Osa, Krug, S-75, S-125, Strela, Igla y S-300. Hay también 24 misiles balísticos Scud con ocho lanzadores. La fuerza numérica se estima en alrededor de 3000 militares, con planes para una mayor expansión.

## Conflicto militar de Karabaj
Además de las fuerzas mencionadas anteriormente, hay 20 000 soldados de la defensa del Alto Karabaj, una república Armenia no reconocida, que se separó de Azerbaiyán en 1991. Están bien entrenados y equipados con lo último en tecnología informática militar.[cita requerida] Según el gobierno de Azerbaiyán, el ejército de Nagorno-Karabaj incluye 316 tanques, 324 vehículos blindados, 322 piezas de artillería de calibres más de 122 mm, 44 lanzacohetes múltiples, y un nuevo sistema defensa antiaéreo. Nagorno Karabaj no es parte de las Tratado de Fuerzas Armadas Convencionales en Europa y, por tanto, no están obligados por sus limitaciones. Los detalles específicos acerca de la fuerza militar de Karabaj y sobre sus armas no se conocen las cifras y, por tanto, sólo están por encima de las estimaciones hechas por Azerbaiyán.

## Rusia
Rusia tiene una base militar en Armenia, que es la 102.ª Base Militar de Rusia. Rusia tiene unos 5000 soldados de todos los tipos en Armenia, incluyendo 3000 en la base militar 102.ª situada en Gyumri. En 1997, los dos países firmaron un amplio tratado de amistad, la que se pide la asistencia mutua en caso de una amenaza militar a cualquiera de las partes y permite a los guardias fronterizos rusos para patrullar las fronteras de Armenia con Turquía e Irán. Hasta hace poco, a principios de 2005, en la 102.ª base militar había 74 tanques, 17 vehículos de combate de infantería, 148 blindados de transporte de personal, 84 piezas de artillería, 30 cazas MiG-29 y varias baterías de S-300 misiles antiaéreos. En los últimos dieciocho meses, sin embargo, una gran cantidad de equipo militar fue trasladado a la 102 ª base desde las bases militares rusas en Batumi y Ajalkalaki, Georgia. Rusia es uno de los aliados de Armenia más cercanos y el único país que tiene una base militar estacionada en el país. Desde 1992, Armenia se encuentra en una alianza militar con Rusia y otros 5 países exsoviéticos llamada CSTO. Rusia también suministra armas a relativamente a los más bajos precios del mercado interno ruso, como parte de un acuerdo de seguridad colectiva desde enero de 2004.

### Formación militar
La instrucción militar de oficiales es otro ámbito de la cooperación militar ruso-armenia. En los primeros años de soberanía cuando Armenia carecía de un establecimiento de enseñanza militar propio, los oficiales de su ejército fueron entrenados en Rusia. Incluso ahora, cuando Armenia tiene un colegio militar en su propio territorio, el cuerpo de oficiales armenios honra la tradición y se capacitó a los centros de enseñanza militar de Rusia. Actualmente 600 soldados armenios se está formando en Rusia. En Armenia, de 1997, la capacitación estuvo a cargo de la Brigada de Instrucción Militar "En el nombre del mariscal Bagramyan".

### La futura cooperación
En la primera reunión en 2005, el primer ministro Mijaíl Fradkov informó que fábricas rusas participarían en el programa armenio para la modernización militar y que Rusia estaba dispuesta a suministrar las piezas necesarias de repuesto y equipo. Ereván y Moscú tienen nuevos planes para desarrollar vínculos más estrechos.

## OTAN
Armenia participa en Asociación para la Paz de la OTAN (PeP) y el programa está en la OTAN organización denominada Consejo de la Asociación Euroatlántica (EAPC). Armenia se encuentra en proceso de implementación de los Planes de Acción Individual de la Asociación (IPAPs), que es un programa para los países que tienen la voluntad política y la capacidad de profundizar sus relaciones con la OTAN. El ejercicio Cooperativo para Mejorar el Esfuerzo (el primera en que Rusia estuvo representada) se ejecutó en territorio armenio en 2003.

## Grecia
Grecia es el aliado más cercano de Armenia en la OTAN, y los dos trabajan conjuntamente en múltiples asuntos, por lo tanto, una serie de oficiales armenios son entrenados en Grecia cada año, y la ayuda militar, material y asistenciase ha prestado a Armenia. En 2003, los dos países firmaron un acuerdo de cooperación militar, en virtud de que Grecia se incrementará el número de militares armenios entrenados en academias de Atenas. 
En febrero de 2003, Armenia envió 34 miembros de paz a Kosovo, donde pasaron a formar parte del contingente griego. Los funcionarios de Ereván han dicho los planes militares armenios de aumentar considerablemente el tamaño de su destacamento de mantenimiento de la paz y contar con la asistencia griega.

## Estados Bálticos
Lituania ha sido el intercambio de experiencias y la prestación de consultas al Ministerio de Defensa armenio en el ámbito de control democrático de las fuerzas armadas, militares y de defensa desde 2002. Se inició en 2004, los oficiales armenios han sido invitados a estudiar en la Academia de Guerra de Lituania y la Escuela de Defensa del Báltico en Tartu, Estonia. Lituania cubre todos los gastos de estudio. A principios de 2007, dos oficiales de Armenia, por primera vez, tomaron parte en conducir internacionalmente un ejercicio Báltico, Amber Hope, que se celebró en Lituania.

## Estados Unidos

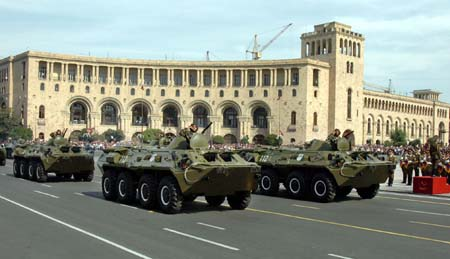
BTR-80 Blindados de transporte de personal durante el desfile el 15º aniversario de la independencia de Armenia.

Los Estados Unidos no han dejado de aumentar su influencia militar en la región. A principios de 2003, el Pentágono anunció varios de los principales programas militares en el Cáucaso. La ayuda militar de Washington a Armenia en 2005 ascendió a 5 millones de dólares, y en abril de 2004, las dos partes firmaron un acuerdo militar para la cooperación técnica, que algunos analistas creen que implica el uso de aeródromos armenios por la Fuerza Aérea de los EE. UU. en la Guerra contra el terrorismo. A finales de 2004, Armenia desplegó una unidad de 46 soldados, que incluía una logística, otra médica y de soldados de apoyo a Irak en apoyo de la coalición encabezada por Estados Unidos. Y en 2005, los Estados Unidos han asignado 7 millones de dólares para modernizar las comunicaciones militares de las Fuerzas Armadas de Armenia.

## Operaciones de paz
Actualmente Armenia participa en operaciones de mantenimiento de la paz en Kosovo. También hay argumentos en el seno del Gobierno para enviar soldados al Líbano para el mantenimiento de la paz ya que hay gran número de armenios que viven allí.

### Kosovo
Armenia ingresó en el mantenimiento de la paz en Kosovo en 2004. Los "cascos azules" armenios sirven en el batallón griego. Hay 34 soldados armenios que actúan en Kosovo. El correspondiente memorando fue firmado el 3 de septiembre de 2003 en Ereván y ratificado por el Parlamento de Armenia el 13 de diciembre de 2003. El 6º turno de mantenimiento de la paz para Kosovo partió el 14 de noviembre de 2006.

### Irak
Tras el fin de la invasión de Irak, Armenia desplegó una unidad de 46 miembros de paz bajo mando . Los miembros para el mantenimeinto de la paz tenían su base en Kut, a 62 kilómetros de Bagdad. El 23 de julio de 2006 el cuarto turno de mantenimiento de la paz Armenia partió para Irak. El último cambio de personal incluyó 3 comandantes, 2 oficiales médicos, 10 ingenieros de combate y 31 conductores. En marzo de 2007, se había producido un herido armenio y no hubo víctimas. El gobierno armenio amplió la presencia de pequeñas tropas en Irak por un año, de finales de 2005 a 2006.